# Ranxeria XL
La Ranxeria XL, coneguda en anglès com a XL Ranch, XL Rancheria, XL Ranch Indian Reservation, o X-L Ranch Reservation, és una reserva índia situada al comtat de Modoc, al nord de Burney (Califòrnia). És la llar de la tribu Pit River, una tribu reconeguda federalment, així com una de les 11 bandes dels amerindis achomawi. La reserva fou establerta en 1938 amb una extensió de 9,255 acres (3,745 hectàrees^). Aproximadament 40 membres de la tribu viuen a la reserva.

## Idioma
La banda parlava tradicionalment els idiomes achumawi i atsugewi, ambdues força relacionades. Formen part de la branca de les Llengües palaihnihanes de la família lingüística hoka. Alguns membres de la Ranxeria XL parlen paiute del nord, una llengua numic occidental de la família Uto-asteca.

## Avui
La tribu índia Pit River té la seu a Burney (Califòrnia). Els membres de la tribu sovint troben feina en la tala de boscos i en la recollida de fenc.